# Bob Dylan (음반)
| 전문가 평가                   | 전문가 평가 |
| 평가 점수                     | 평가 점수   |
| 출처                          | 점수        |
| ----------------------------- | ----------- |
| AllMusic                      | [ 2 ]       |
| Entertainment Weekly          | B           |
| MusicHound                    | [ 4 ]       |
| Rolling Stone                 | [ 5 ]       |
| The Rolling Stone Album Guide | [ 6 ]       |
| Tom Hull                      | B+          |

《Bob Dylan》은 1962년 3월 19일, 컬럼비아 레코드가 발표한 미국의 싱어송라이터 밥 딜런의 데뷔 스튜디오 음반이다. 딜런과 계약한 컬럼비아의 전설적인 재능 있는 스카우트 존 H. 해먼드가 프로듀싱한 이 음반은 포크 스탠더드와 더불어 〈Talkin' New York〉과 〈Song to Woody〉라는 두 가지 독창적인 작곡을 특징으로 한다.

## 음악
데뷔 음반을 위한 세션이 열릴 무렵 딜런은 뉴욕의 클럽과 커피하우스에서 공연하는 동시대의 사람들을 앉아서 듣고 있는 엄청난 양의 포크 자료를 흡수하고 있었다. 이 사람들 중 많은 사람들은 딜런과 함께 공연을 하는 친한 친구들로, 종종 딜런을 그들의 아파트로 초대해서, 그곳에서 더 많은 포크를 그에게 소개시켜 주었다. 동시에 딜런은 많은 수의 포크, 블루스, 컨트리 레코드를 빌려서 듣고 있었는데, 그 중 상당수는 당시에는 찾아보기 힘들었다. 딜런은 다큐멘터리 《노 디렉션 홈: 밥 딜런》에서 노래를 배우려면 한두 번만 들으면 된다고 주장했다.
《Bob Dylan》의 마지막 음반 순서는 오직 두 개의 오리지널 곡들만을 담고 있고, 나머지 11개의 곡들은 포크 스탠더드와 전통 노래들이다. 이것들 중 몇몇은 그의 클럽/커피하우스 레퍼토리의 스테이플이었다. 1961년 9월에 세워진 그의 클럽에는 커버 두 개와 오리지널 두 개만이 있었다. 딜런은 2000년 인터뷰에서 처음에는 너무 많은 것을 밝히기를 주저했다고 말했다.

## 곡 목록
| #  | 제목                       | 작사·작곡         | 재생 시간 |
| -- | -------------------------- | ----------------- | --------- |
| 1. | 〈You're No Good〉         | 제시 풀러         | 1:40      |
| 2. | 〈Talkin' New York〉       | 밥 딜런           | 3:20      |
| 3. | 〈In My Time of Dyin'〉    | 민요, 딜런 (편곡) | 2:40      |
| 4. | 〈Man of Constant Sorrow〉 | 민요, 딜런 (편곡) | 3:10      |
| 5. | 〈Fixin' to Die〉          | 부카 화이트       | 2:22      |
| 6. | 〈Pretty Peggy-O〉         | 민요, 딜런 (편곡) | 3:23      |
| 7. | 〈Highway 51 Blues〉       | 커티스 존스       | 2:52      |

| #  | 제목                                | 작사·작곡                   | 재생 시간 |
| -- | ----------------------------------- | --------------------------- | --------- |
| 1. | 〈Gospel Plow〉                     | 민요, 딜런 (편곡)           | 1:47      |
| 2. | 〈Baby, Let Me Follow You Down〉    | 민요, 에릭 폰 슈미트 (편곡) | 2:37      |
| 3. | 〈House of the Risin' Sun〉         | 민요, 데이브 반 론크 (편곡) | 5:20      |
| 4. | 〈Freight Train Blues〉             | 존 레이어, 딜런 (편곡)      | 2:18      |
| 5. | 〈Song to Woody〉                   | 딜런                        | 2:42      |
| 6. | 〈See That My Grave Is Kept Clean〉 | 블라인드 레몬 제퍼슨        | 2:43      |